# Convento di San Francesco a Montecarlo
Il convento di San Francesco a Montecarlo è un edificio sacro che si trova in località Montecarlo, a San Giovanni Valdarno.

## Storia e descrizione
Il convento, posto in posizione elevata alla sommità di un colle, sorge nei pressi di una chiesa dedicata a San Francesco che si vuole fondata nel 1424 da san Bernardino. Il complesso fu realizzato tra il 1428 e il 1438 su un terreno messo a disposizione dei francescani dal marchese Carlo Ricasoli. Durante la Seconda guerra mondiale nel convento venne formato il Comitato di Liberazione Nazionale del Valdarno superiore.
La chiesa, più volte rimaneggiata, ha una semplice facciata a capanna con oculo e un portico antistante l'ingresso. L'interno è invece ad aula unica e conservava notevoli opere d'arte, trasferite per motivi di sicurezza.
L'Annunciazione del Beato Angelico, realizzata forse intorno ai primi anni trenta del Quattrocento, è oggi a San Giovanni nel Museo della basilica di Santa Maria delle Grazie.
In chiesa c'era anche l'Incoronazione della Vergine di Neri di Bicci, databile tra il 1472 e il 1475, oggi conservata nel Museo della Verna.